# Marcopeet Islands
Marcopeet Islands är öar i Kanada.   De ligger i territoriet Nunavut, i den östra delen av landet, 1 400 km norr om huvudstaden Ottawa. Arean är 1,1 kvadratkilometer.
Terrängen på Marcopeet Islands är mycket platt. Öns högsta punkt är 11 meter över havet. Den sträcker sig 3,0 kilometer i nord-sydlig riktning, och 0,6 kilometer i öst-västlig riktning.